# Jakob Wassermann
Jakob Wassermann (Fürth, 10 marzo 1873 – Altaussee, 1º gennaio 1934) è stato uno scrittore, biografo e saggista tedesco d'origine ebraica.

## Biografia
Dopo aver terminato gli studi alla Realschule di Fürth, Wassermann sarebbe dovuto diventare commerciante come il padre, merciaio ebreo e fabbricante di giocattoli di poco successo. Nel 1890 interrompe invece il praticantato, iniziato a Vienna presso lo zio Alfred Traub, per seguire la propria vocazione letteraria. Dopo un anno di servizio militare a Würzburg lavora per breve tempo in un'assicurazione, trascorre un periodo di vagabondaggio nel Sud della Germania, per trovare poi impiego come segretario dello scrittore Ernst von Wolzogen e, per sua intermediazione, nel 1896 conosce a Monaco l'editore Albert Langen, che lo accoglie nella redazione della rivista Simplicissimus (sulla quale pubblica poesie, novelle e racconti).
Da Langen pubblica la sua opera di debutto, Melusine - Ein Liebesroman (Melusina, Una storia d'amore) e altri lavori in prosa, tra cui il romanzo Die Juden von Zirndorf (1897), una cronaca attorno alla figura di Sabbatai Zevi, con la descrizione della vita nelle comunità ebraiche nelle cittadine della Franconia dell'Ottocento.
A Monaco, dove Wassemann vive quasi tre anni, stringe amicizia con Thomas Mann e Rainer Maria Rilke. Alla fine del 1897 inizia a scrivere feuilletons e recensioni teatrali per la Frankfurter Zeitung, su incarico della quale si trasferisce poi a Vienna, legandosi ai poeti del movimento della Jung-Wien, in particolare ad Arthur Schnitzler.
Nel 1899 Wasserman entra a far parte degli autori della casa editrice berlinese S. Fischer Verlag, presso la quale vede la luce nel 1901 il romanzo Die Geschichte der jungen Renate Fuchs. Nello stesso anno, Wassemann sposa Julie Speyer, donna eccentrica, di ricca famiglia viennese. Fin dall'inizio della sua attività letteraria, Wassermann coltiva in parallelo anche il giornalismo e la saggistica (tra i vari scritti, Casanova, 1901; Die Kunst der Erzählung, 1904), mentre sul fronte narrativo pubblica Der Moloch, 1902; Der niegeküßte Mund, 1903 e il libretto per l'opera Fortunatus, messa in musica da Clemens von Franckenstein (1900), alcuni romanzi e racconti storici (Alexander in Babylon, Donna Johanna von Castilien, 1905), che tuttavia suscitano scarsa eco. Perfino il romanzo Caspar Hauser oder die Trägheit des Herzens (1908), positivamente accolto dalla critica, all'inizio non vende molto. Poco prima dello scoppio della Prima Guerra mondiale, al tempo della propria crisi matrimoniale, Wassermann porta a termine un romanzo che per la prima volta raggiunge alte tirature, Das Gänsemännchen (1915): atto d'accusa contro il filisteismo della piccola borghesia che perseguita e annienta il genio dell'artista.
Dopo la fine della guerra esce in due volumi il romanzo Christian Wahnschaffe (1919), protagonista un rampollo dell'alta borghesia, opera che lo scrittore dedica alla sua nuova compagna, Marta Karlweis Stoss. Con lei nel 1919 va a vivere ad Altausse, in Stiria (dove entra in amicizia con Hugo von Hofmannsthal), dopo aver lasciato la moglie, che per anni rinviò la separazione, fino al 1926, con continue cause legali e richieste di alimenti. Un riflesso di questa dolorosa esperienza si ha nel romanzo Laudin und die Seinen (1925). Marta, sua seconda moglie dal 1926, diverrà la sua prima biografa. Accolto nell'Accademia Prussiana delle Arti, tra la fine degli anni Venti e l'inizio degli anni Trenta Wassermann acquista fama mondiale con diversi romanzi che mostrano una certa inclinazione per il sensazionale.
Le opere di Wassermann valgono anche come documenti della loro epoca: influenzato dalla psicoanalisi e dallo stile di Dostoevskij, Wassermann indaga con sottile penetrazione l'animo dei personaggi nelle sue mille sfumature. Convinto di poter promuovere attraverso la letteratura l'affermarsi di un'umanità nuova, Wasserman combatte contro ogni forma di "ignavia del cuore" e per il trionfo della giustizia. Sono questi ideali il nucleo dell'opera più famosa e più riuscita di Wassermann, il romanzo Der Fall Maurizius (Il caso Maurizius), pubblicato nel 1928.
Accanto ai romanzi, Wassermann continua a scrivere biografie di successo (Christoph Columbus, 1929) e saggi nei quali si interessa anche delle condizioni di vita degli ebrei in ambienti non-ebraici come in Mein Weg als Deutscher und Jude (1921) e ancora nelle Selbstbetrachtungen (Autoconsiderazoni) del 1933, l'anno della sua cacciata dall'Accademia Prussiana. Dopo i roghi nazisti del 1933, i suoi libri, pur tra i più letti dell'epoca, vengono messi all'indice (lo stesso Joseph Kerkhovens dritte Existenz non viene pubblicato da Fischer, ma dall'editore olandese Querido). Per lo scrittore significa non solo la rovina materiale, ma anche il crollo delle speranze coltivate per tutta una vita: l'anelito a contribuire con la propria opera letteraria alla costruzione di un mondo di pace, privo di tensioni nazionalistiche e di odio razziale. Dopo una luminosa carriera, Wasserman si spegne il 1º gennaio 1934, all'età di 60 anni, per un attacco di cuore, povero e psicologicamente distrutto, ad Altaussee, dove è sepolto. 
Nel 1970 il quartiere Floridsdorf di Vienna (21º distretto) ha dedicato una via allo scrittore, la Wassermanngasse.

## Opere pubblicate in italiano
- Die Juden von Zirndorf, 1897
  - Gli ebrei di Zirndorf, trad. di Enrico Emanuelli, Milano, 1931, 1933
- Der Moloch, 1902 
  - Moloch, Milano, 1937
- Der niegeküßte Mund, 1903
  - La bocca mai baciata, trad. di Mario Benzi, Milano, 1933
- Donna Johanna von Castilien, 1906
  - Donna Giovanna di Castiglia, trad. di Ingrid Harbeck, Palermo, 1992
- Caspar Hauser oder Die Trägheit des Herzens, 1908
  - Caspar Hauser o l'ignavia del cuore, trad. Lydia Magliano, Collana BUR n.1667-1670, Milano, Rizzoli, 1961; Milano, CDE, 1971; Roma, Elliot, 2016, ISBN 978-88-699-3153-6
- Die Masken Erwin Reiners, 1910
  - Le maschere di Erwin Reiner, trad. di E. Mario Benzing, Milano, 1937
- Das Gänsemännchen, 1915
  - Daniele Nothafft, trad. di G. Amodeo, Milano-Varese, 1935 e Roma, 1947
- Christian Wahnschaffe, 1919
  - Cristiano Wahnschaffe, trad. di M. Ferres e N. Jablo, Milano, 1969
- Adam Urbas, 1920
  - Adam Urbas, trad. di Marianna Cavalieri, Milano, 1935 e 1936
- Mein Weg als Deutscher und Jude, 1921
  - Il mio cammino di tedesco e di ebreo, trad. e cura di Arnaldo Benini, Prefazione di Amos Luzzatto, Roma, Edizioni di Storia e Letteratura, 2005, ISBN 978-88-849-8241-4
  - Il mio cammino di tedesco e di ebreo e altri saggi, a cura di Lorella Bosco, Firenze, Giuntina, 2006, ISBN 978-88-805-7249-7
  - Storia di un tedesco ebreo, a cura di Palma Severi, Genova, Il Melangolo, 2006, ISBN 978-88-701-8586-7
- Sturreganz, 1922
  - Sturreganz, trad. Enrico Rocca, 1929
  - Sturreganz, trad. Enrico Rocca riveduta da Fiorenzo Albani, Bologna, Albani, 2009, ISBN 978-88-958-3301-9
- Faber, oder die verlorenen Jahre, 1924
  - Gli anni perduti (Eugenio Faber), trad. di Tomaso Gnoli, Milano, Corbaccio, 1935; Milano, Dall'Oglio, 1952, 1962
- Laudin und die Seinen, 1925
  - L'avvocato Laudin, trad. di Barbara Allason, Milano, 1933, 1935, 1937
- Der Aufruhr um den Junker Ernst, 1926
  - Il tumulto attorno allo Junker Ernst, a cura di Angela Pineider, Palermo, Sellerio, 2001, ISBN 978-88-389-1645-8
- Der Fall Maurizius, 1928
  - Il caso Maurizius
- Das Gold von Caxamalca, 1928
  - L'oro di Cajamarca, trad. di Marina De Honestis-Angri, 2005
- Etzel Andergast, 1931
  - Etzel Andergast, trad. di Alessandra Scalero, Milano-Varese, Corbaccio, 1932; Milano, Dall'Oglio, 1946, 1961, 1974
  - Etzel Andergast, trad. di Stefano Jorio, Collana Le strade n.448, Roma, Fazi, 2020, ISBN 978-88-932-5862-3
- Bula Matari. Das Leben Stanleys, 1932 
  - Bula Matari. La vita di Stanley, trad. Luigi Emery, Milano, Mondadori, 1934; Roma, Castelvecchi, 2016, ISBN 978-88-694-4542-2
- Ganna oder die Wahnwelt, 1934
  - Il mio matrimonio, Roma, Castelvecchi, 2017
- Joseph Kerkhovens dritte Existenz, 1934
  - La terza esistenza di Giuseppe Kerkhoven, trad. parziale di C.S. Inisca, Milano, Corbaccio, 1937; Milano, Dall'Oglio, 1947
  - La terza esistenza di Joseph Kerkhoven, trad. parziale di C.S. Inisca integrata nei passi ripristinati da Tiziana Elsa Prina, postfazione di Marta Karlweis Stoss[1], Milano, La Tartaruga, 2017, ISBN 978-88-948-1401-9

## Approfondimenti
- Katharina Volckmer, Society and its outsiders in the novels of Jakob Wassermann, London, Institute of Modern Languages Research, 2016, ISBN 9780854572502, LCCN 2018379592.